# Teratogen
En teratogen är en yttre faktor som kan orsaka fosterskador. Fostret utsätts via modern som exempelvis andas in cigarettrök eller konsumerar alkohol.  Ett känt exempel på ett teratogent ämne är sömnmedlet thalidomid som i Sverige under 60-talet såldes under namnet Neurosedyn.
Andra ämnen som kan klassas som teratogena är vissa mediciner och droger.